# روسلان نغماتولين
روسلان نغماتولين (بالروسية: Руслан Каримович Нигматуллин)‏ (مواليد 7 أكتوبر 1974) هو لاعب كرة قدم. يلعب مع منتخب روسيا لكرة القدم. سبق له أن لعب في كأس العالم لكرة القدم مع منتخب بلاده.

## روابط خارجية
- روسلان نغماتولين على موقع الاتحاد الدولي (مؤرشف)  (الإنجليزية)
- روسلان نغماتولين على موقع قاعدة بيانات كرة القدم.إي يو (الإنجليزية)
- روسلان نغماتولين على موقع ناشيونال فوتبول تيمز (الإنجليزية)
- روسلان نغماتولين على موقع عالم كرة القدم.نت (الإنجليزية)